# John Hodgson (General)

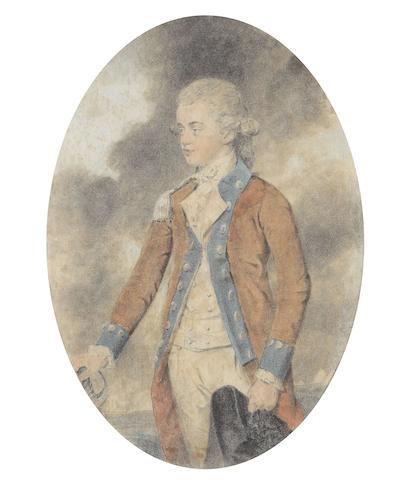
John Hodgson als Lieutenant, um 1780

John Studholme Hodgson (* 1757; † 10. Januar 1846 in London) war ein britischer General.

## Leben
John Hodgson ist der Sohn von Field Marshal Studholme Hodgson und Catherine Howard, der Schwester von Field Marshal Sir George Howard. Er wurde an der Harrow School ausgebildet. Am 20. Mai 1779 wurde er als Ensign in das 4th (King’s Own) Regiment of Foot der British Army aufgenommen, das Regiment seines Vaters.
In diesem Regiment diente er viele Jahre in Nordamerika. Er geriet zweimal in französische Kriegsgefangenschaft, davon einmal während der Koalitionskriege 1797, als sein Schiff vom französischen Schiff La Vegneance gekapert wurde. 1799 wurde er an der Spitze des Regiments in Holland lebensgefährlich verwundet.
Von 1806 bis 1810 war er Gouverneur, Oberbefehlshaber und Vizeadmiral von Bermuda im Rang eines Brigadiers. Nachdem er zum Major-General befördert worden war, wurde er 1811 zum Gouverneur und Oberbefehlshaber von Curaçao ernannt und hatte dieses Amt inne, bis die Insel an die Niederlande übergeben wurde.
Er amtierte von 1815 bis 1817 als Colonel des 3rd Garrison Battalion und von 1823 bis 1835 als Colonel des 83rd Regiment of Foot. 1830 wurde er zum General befördert. 1835 erhielt er das Amt des Colonels des 4th (King’s Own) Regiment of Foot, das er bis zu seinem Tod innehatte.

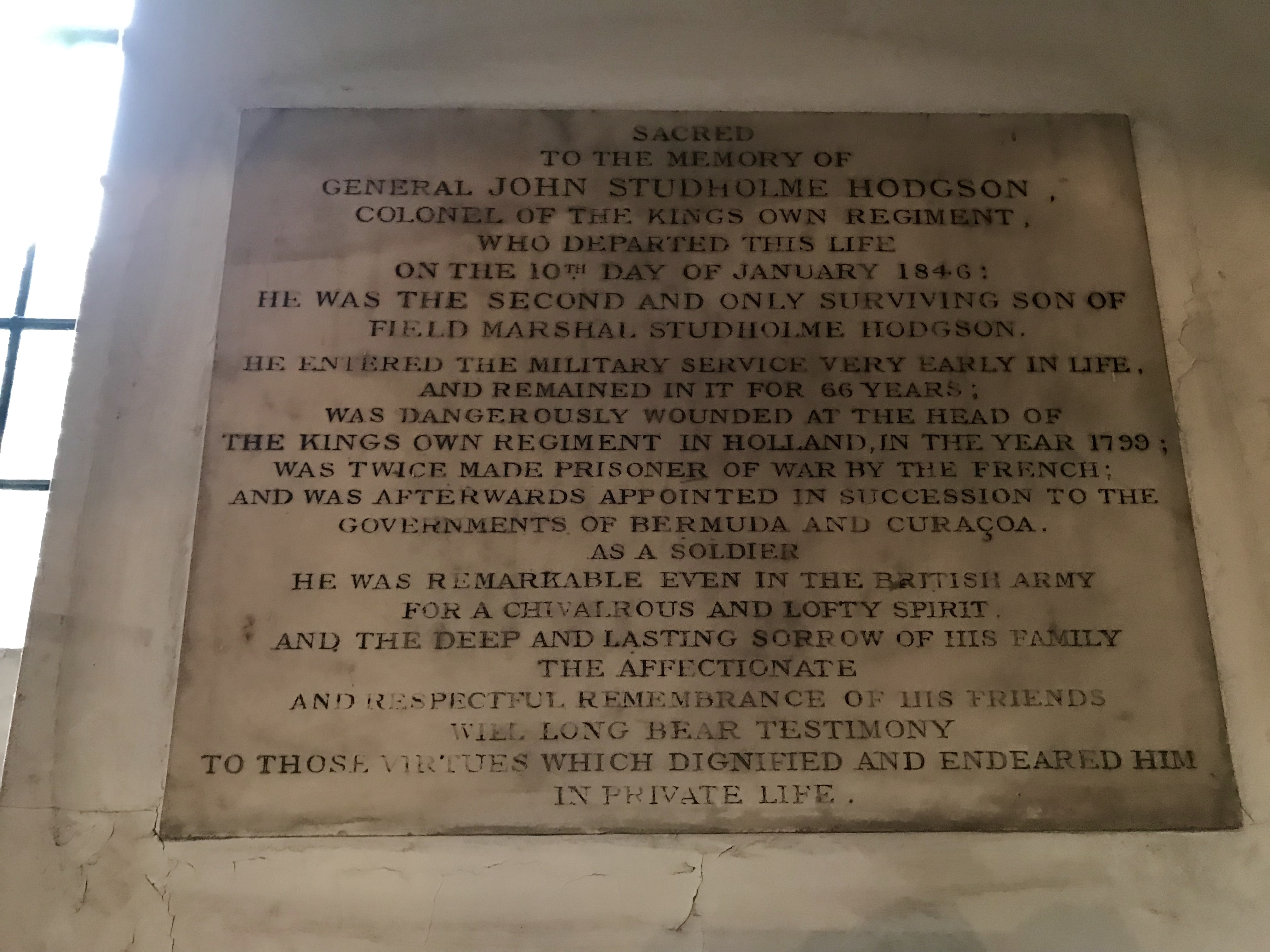
Gedenkplatte für John Studolme Hodgson in der St. James’ Church, Piccadilly

## Ehe und Familie
John Hodgson heiratete Catherine Krempion aus Sankt Petersburg, eine Schwester der Gräfin Terrol. Das Paar hatte mehrere Kinder, darunter:
- Studholme John Hodgson (1803–1890), General der British Army[1];
- John Studholme Hodgson (1805–1870), Major-General der British Army.[3]

John Hodgson starb am 14. Januar 1846 in seiner Residenz in der Welbeck Street, London, an den Folgen einer Erkältung, die er sich beim Jagen zugezogen hatte. In der St James’s Church, Piccadilly befindet sich ein Gedenkplatte für ihn.